# Hamburger Sportmedaille
Die Hamburger Sportmedaille wurde 1927 „für hervorragende sportliche Leistungen“ gestiftet. Gegenwärtig (Stand: 2019) wird sie jährlich im Rahmen der Sportgala vom Senat der Freien und Hansestadt Hamburg vergeben.

## Verleihungen aktuell
- 2017: Es wurden 257 Hamburger Sportlerinnen und Sportler geehrt, die in nationalen und internationalen Meisterschaften Erfolge erzielen konnten.[1]
- 2018: In diesem Jahr erhielten 334 Hamburger Sportlerinnen und Sportler, die in nationalen und internationalen Meisterschaften Erfolge erzielen konnten, die Medaille.[2]
- 2019: Es wurden 327 Hamburger Sportlerinnen und Sportler für nationale und internationale Erfolge im Jahr 2019 geehrt.[3]
- 2020: Der Hamburger Sportbericht von 2021 listet für das Jahr 2020 insgesamt 40 Sportlerinnen und Sportler aus der Hansestadt auf, die auf Deutschen und Europameisterschaften erfolgreich waren.[4]
- 2021: Der 10. Hamburger Sportbericht von 2022 listet im Kapitel Hamburger Athletinnen und Athleten und ihre Erfolge 2021 insgesamt 146 Sportlerinnen und Sportler auf.[5]
- 2022: Auf der Hamburger Sportgala im April 2023 wurden mehr als 180 anwesende Hamburger Sportlerinnen und Sportler für Deutsche Meisterschaften und internationale Erfolge im Jahr 2022 geehrt.[6]
- 2023: Auf der Hamburger Sportgala im Februar 2024 wurden mehr als 200 anwesende Hamburger Sportlerinnen und Sportler für Deutsche Meisterschaften und internationale Erfolge im Jahr 2023 geehrt.[7]
- 2024: Auf der Hamburger Sportgala Anfang Februar 2025 wurden mehr als 200 anwesende Hamburger Sportlerinnen und Sportler für Deutsche Meisterschaften und internationale Erfolge im Jahr 2024 geehrt.[8]

## Frühere Preisträger

### Medaille in Gold
- 1954: Josef (Jupp) Posipal (damals Fußballspieler beim HSV), gewann 1954 in Bern (Schweiz) mit der deutschen Fußballnationalmannschaft den ersten deutschen Weltmeistertitel.

### Medaille in Silber
- 1966: Uwe Seeler und Willi Schulz (beide damals Fußballer beim HSV), standen mit der deutschen Nationalmannschaft im Finale der Fußball-Weltmeisterschaft 1966.

### Medaillenkategorie nicht bekannt
- 1967: Das Ehepaar Elga und Ernst-Jürgen Koch als Weltumsegler